# Галльцайн
Галльцайн (нім. Gallzein) — громада округу Швац у землі Тіроль, Австрія.
Галльцайн лежить на висоті 825 м над рівнем моря і займає площу 10,10 км². Громада налічує 598 мешканців.
Густота населення 59/км².
Галльцайн — невеличка за населенням громада, що складається із кількох хуторів.
|                                    |
| Галльцайн на мапі округу та землі. |

 Адреса управління громади: 58a, 6222 Gallzein.